# Meidob

Meidob

Meidob je rozlehlé (zabírá plochu přibližně 5000 km²) vulkanické pole v severovýchodním okraji Darfurské vulkanické provincie v Súdánu. Pole leží na starších, prekambrických metamorfitech. Z vulkanických forem převládají alkalické bazaltové troskové kužely, ale v centrální části se nacházejí mladší, trachyticko-fonolitické lávové dómy, proudy a maary. Nejmladší projev vulkanické činnosti – tufový prstenec a lávový proud je starý přibližně 5000 let.